# العلاقات السويسرية النيوزيلندية
العلاقات السويسرية النيوزيلندية هي العلاقات الثنائية التي تجمع بين سويسرا ونيوزيلندا.

## مقارنة بين البلدين
هذه مقارنة عامة ومرجعية للدولتين:
| وجه المقارنة                                              | سويسرا                                                                                      | نيوزيلندا                                              |
| --------------------------------------------------------- | ------------------------------------------------------------------------------------------- | ------------------------------------------------------ |
| المساحة (كم2)                                             | 41.28 ألف                                                                                   | 268.02 ألف                                             |
| عدد السكان (نسمة)                                         | 8.21 مليون                                                                                  | 4.24 مليون                                             |
| الكثافة السكانية (ن./كم²)                                 | 198.89                                                                                      | 15.82                                                  |
| العاصمة                                                   | برن                                                                                         | ويلينغتون، أوكلاند                                     |
| اللغة الرسمية                                             | اللغة الألمانية، اللغة الإيطالية، لغة فرنسية، اللغة الرومانشية، الألمانية السويسرية الموحدة | لغة إنجليزية، اللغة الماورية، لغة الإشارة النيوزيلندية |
| العملة                                                    | فرنك سويسري                                                                                 | دولار نيوزيلندي، الجنيه النيوزيلندي                    |
| الناتج المحلي الإجمالي (بليون دولار)                      | 678.89 مليار                                                                                | 205.85 مليار                                           |
| الناتج المحلي الإجمالي (تعادل القوة الشرائية) بليون دولار | 518.07 مليار                                                                                |                                                        |
| الناتج المحلي الإجمالي الاسمي للفرد دولار أمريكي          | 80.94 ألف                                                                                   |                                                        |
| الناتج المحلي الإجمالي للفرد دولار أمريكي                 | 59.54 ألف                                                                                   |                                                        |
| مؤشر التنمية البشرية                                      | 0.930                                                                                       | 0.914                                                  |
| رمز المكالمات الدولي                                      | +41                                                                                         | +64                                                    |
| رمز الإنترنت                                              | .ch، .swiss ‏                                                                                | .nz                                                    |
| المنطقة الزمنية                                           | توقيت وسط أوروبا، ت ع م+01:00، ت ع م+02:00، أوروبا/زيورخ ‏                                   | ت ع م+13:00، ت ع م+12:00                               |

## منظمات دولية مشتركة
يشترك البلدان في عضوية مجموعة من المنظمات الدولية، منها:
| علم المنظمة | اسم المنظمة                               | تاريخ انضمام سويسرا | تاريخ انضمام نيوزيلندا |
| ----------- | ----------------------------------------- | ------------------- | ---------------------- |
|             | مؤسسة التمويل الدولية                     | 29 مايو 1992        | 31 أغسطس 1961          |
|             | مجموعة أستراليا                           | 1987                | 1985                   |
|             | يونسكو                                    | 28 يناير 1949       | 4 نوفمبر 1946          |
|             | مجموعة الموردين النوويين                  | ?                   | ?                      |
|             | الوكالة الدولية للطاقة                    | ?                   | ?                      |
|             | مؤسسة التنمية الدولية                     | 29 مايو 1992        | 1 أكتوبر 1974          |
|             | منظمة التعاون الاقتصادي والتنمية          | ?                   | ?                      |
|             | المركز الدولي لتسوية المنازعات الاستشارية | 14 يونيو 1968       | 2 مايو 1980            |
|             | وكالة ضمان الاستثمار متعدد الأطراف        | 12 أبريل 1988       | 22 أبريل 2008          |
|             | منظمة حظر الأسلحة الكيميائية              | ?                   | ?                      |
|             | الاتحاد الدولي للاتصالات                  | 1866                | 3 يونيو 1878           |
|             | الأمم المتحدة                             | 10 سبتمبر 2002      | 24 أكتوبر 1945         |
|             | منظمة الشرطة الجنائية الدولية             | ?                   | ?                      |
|             | البنك الدولي للإنشاء والتعمير             | 29 مايو 1992        | 31 أغسطس 1961          |
|             | الاتحاد البريدي العالمي                   | ?                   | ?                      |
|             | منظمة التجارة العالمية                    | ?                   | ?                      |
|             | الفريق المعني برصد الأرض                  | ?                   | ?                      |
|             | بنك التنمية الآسيوي                       | 1967                | 1966                   |
|             | نظام تحكم تكنولوجيا القذائف               | 1992                | 1991                   |

## وصلات خارجية
- موقع وزارة الخارجية السويسرية
- موقع وزارة الخارجية النيوزيلندية